# Serapias nurrica
Serapias nurrica es una especie de orquídea del Mediterráneo.

## Descripción
Es una planta de 22-43 cm de altura, provista de 2-3 tubérculos, los más jóvenes pedunculados. Tallos verdes, a veces con trazos rojos en la base. Hojas 4-8, de 11-21 × 0,5-1,5 cm, linear-lanceoladas, las 1-3 superiores bracteiformes. Inflorescencia de 3,5- 5(11) cm, densa o muy densa en la antesis, algo más laxa en la fructificación, con (4)5-10 flores; brácteas 2,5-3,6(6) × 0,9-1(2) cm, ovado-lanceoladas, generalmente más cortas que la gálea, de rojizas a purpúreas, con nervios más obscuros. Sépalos 2,3-2,6 × 0,5-0,7 cm, de ovado-lanceolados a lanceolados, de color que va de un gris rojizo a blanco verdoso, con la nerviación verde. Pétalos laterales 2-2,4 × 0,5- 0,7 cm, de base orbicular, ± bruscamente acuminados hacia el ápice; labelo 2,5-3,2 cm de longitud, de color que va de un rojo claro a rojo verdoso en el centro, con una franja más clara –por lo general blanquecina o de un blanco verdoso– hacia el margen, con 2 callosidades ± divergentes, de 2,2-3,7 mm, de color púrpura, brillantes; hipoquilo 0,9-1,1 × 1,3-1,8 cm, de oblongo a subreniforme, con lóbulos suborbiculares, con abundantes pelos delante de la callosidad, entre los lóbulos –que alcanzan la zona de contacto con el epiquilo–; epiquilo 1,6-2,1 × 0,9-1,2 cm –relación anchura/ longitud = 0,45-0,64–, ovado-lanceolado, ± acorazonado en la base, aproximadamente de la mitad de la anchura del hipoquilo –a veces alcanza los 2/3 de la anchura del hipoquilo–, algo más largo que la gálea y por lo general péndulo o algo recurvado hacia atrás –en ocasiones, dirigido hacia delante–. Ginostemo 10-13 mm. Polinios de amarillo a amarillo verdoso. Ovario 1,1-1,6 cm, cilíndrico, no retorcido. Fruto 2-2,7 cm de longitud. Semillas 0,3-0,5 mm, de un ocre pardusco. Tiene un número de cromosomas de 2n = 36*.

## Distribución y hábitat
Se encuentra en matorrales, rellanos de rocas, pastizales, en substrato silíceo; a una altitud de 50-270 metros en Cerdeña, Córcega, Sicilia e Islas Baleares.

## Taxonomía
Serapias nurrica fue descrita por Bruno Corrias y publicado en Bollettino della Società Sarda di Scienze Naturali 36: 342. 1889.
Etimología
Serapias: nombre genérico de origen griego que se aplicó antiguamente a una orquídea no identificada con certeza, quizá Orchis morio. Proviene de un dios egipcio llamado Serapis en cuyos templos los devotos se dedicaban a los placeres de la carne. El nombre que Linneo asignó a este género quizás se debe a que a algunas orquídeas se le atribuyen efectos afrodisíacos.
nurrica: epíteto
Subespecies
- Serapias nurrica subsp. argensii M.Gerbaud & O.Gerbaud, Orchidophile (Asnières) 126: 73 (1997)